# Sillod
Sillod ist eine Stadt im indischen Bundesstaat Maharashtra.
Die Stadt ist Teil des Distrikts Aurangabad. Sillod hat den Status eines Municipal Council. Die Stadt ist in 23 Wards gegliedert. Sie hatte am Stichtag der Volkszählung 2011 insgesamt 58.230 Einwohner, von denen 30.074 Männer und 28.156 Frauen waren. Muslimen bilden mit einem Anteil von über 47 % die größte Gruppe der Bevölkerung in der Stadt gefolgt von Hindus mit über 47 %. Die Alphabetisierungsrate lag 2011 bei 83,32 % und damit deutlich über nationalen Durchschnitt.